# Comelico
A Comelico-völgy (olaszul: Val Comelico) vagy egyszerűen Comelico, ladin nyelvjárosokban Cumélgu, Comélgu vagy Comélgo, friuli nyelven Comelic vagy Cumieli, venetói nyelven Comelego, egy földrajzi terület Észak-Olaszországban, Veneto régió Belluno megyéjének északi részén. Magában foglalja a történelmi (egykori velencei) Cadore tartomány magasabban fekvő, hegyvidéki területeit (Felső-Cadore, Alto Cadore). Területén Santo Stefano di Cadore, San Pietro di Cadore, Danta di Cadore, Comelico Superiore és San Nicolò di Comelico községek osztoznak.

## Fekvése
A Comelico egy magas hegyláncokkal körülvett völgyrendszer Belluno megye (Veneto régió) legészakibb csücskében. Területe mintegy 280 km². Szomszédai nyugaton Bolzano autonóm megye (Dél-Tirol), északon Ausztria Kelet-Tirol tartománya, keleten a Piave-völgy és Friuli-Venezia Giulia régió Udine megyéje, végül délen az olasz Cadore-vidék (Centro Cadore).
Nyugaton a Dolomitok (közelebbről annak Sexteni-Dolomitok nevű csoportja), északról a Karni-Alpok főgerince, kelaten a Piavén-túli Dolomitok (Dolomiti d’Oltrepiave) határolja. Felszínének zömét erdők és alpesi legelők borítják. Területe két fő völgyre oszlik, a Piave folyó felső folyásának völgyére és a Padola patak völgyére. További jelentős völgyei a Visdende-völgy (röviden Visdende) és a Digon-völgy. A terület legfontosabb hegycsoportjai egyfelől a Popera-hegység (Gruppo del Popera), a Dolomitok egyik leglátványosabb hegylánca, amely a Kreuzberg-hágóra (Passo di Monte Croce di Comelico) keletről felvezető utat dél felől szegélyezi, másfelől a régiót északról szegélyező, erdőkkel borított Karni-Alpok, amelynek comelicói szakasza a Kreuzberg-hágó útjának északi oldalán húzódik kelet felé, a Peralba-hegyig.
A völgycsoport fő helysége Santo Stefano di Cadore, a Piave folyó és a Padola patak összefolyásánál. Comelico további települései San Pietro di Cadore, Comelico Superiore és Danta di Cadore. Földrajzi közelsége ellenére a szomszédos Sappada, mely történelmileg német-osztrák és friuli kötődésű község, 2017 óta Udine megye része, nem sorolható a Comelico-völgyhöz.

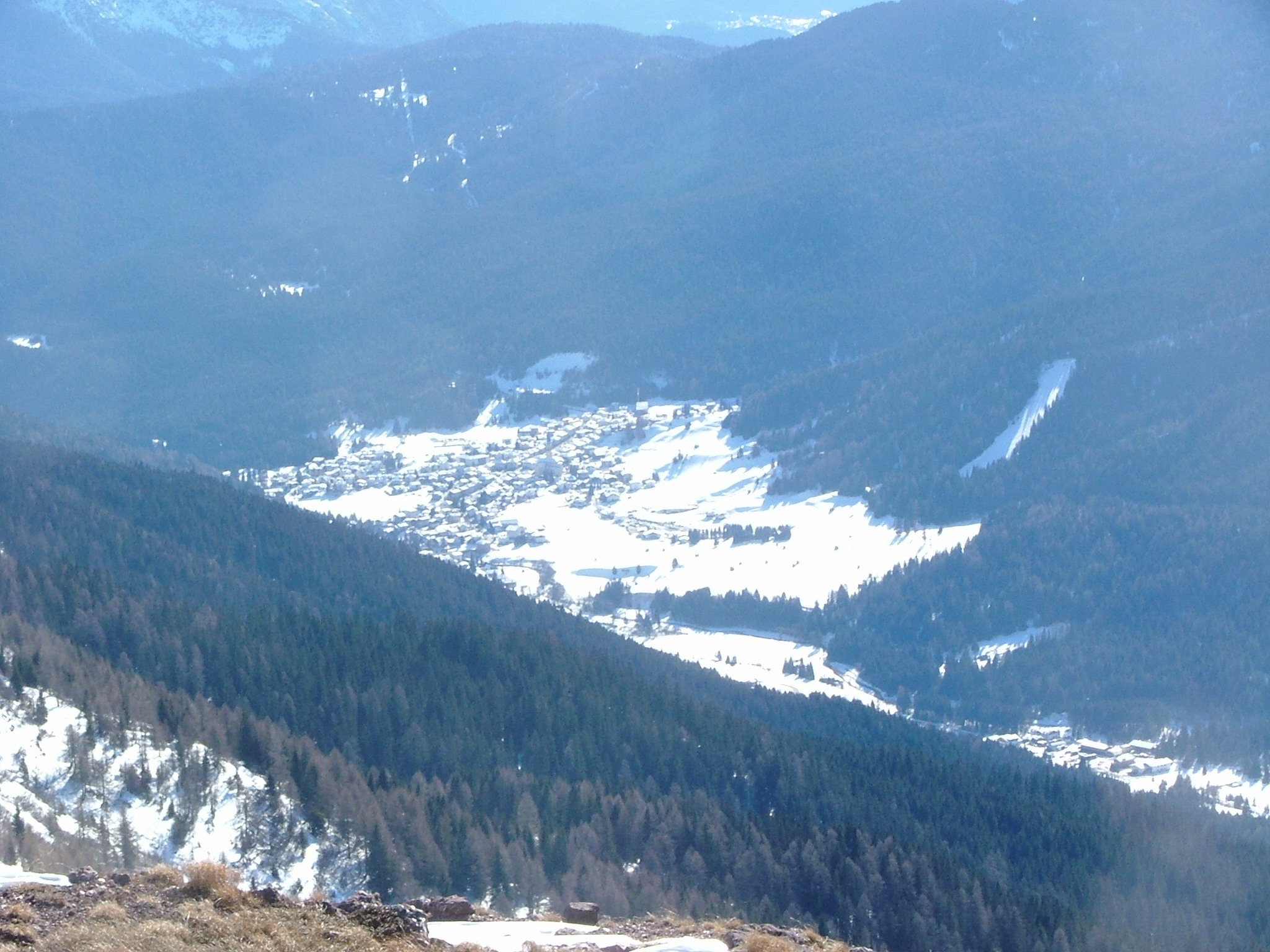
Padola frakció (Comelico Superiore)

## Települései
Comelico lakóinak legfőbb megélhetési forrása a turizmus (télisport-központok, vendéglátóipar, termálfürdők), továbbá az erdőgazdálkodás, fafeldolgozás. A régiót alkotó települések (zárójelben a helyi nyelvjárási név):
| Címer | Település neve                      | Népesség | Településrészek („frakciók”)                                                                             |
| ----- | ----------------------------------- | -------- | --- |
| –     | Santo Stefano di Cadore (Sa Stefi)  | 2.901    | Campolongo (Cianplòngo), Casada (Ciadàda), Costalissoio (Costlisëgn), Santo Stefano di Cadore (Sa Stefi) |
| –     | Comelico Superiore (Cumelgu d Sora) | 2.371    | Candide (Ciandidi), Casamazzagno (S’ciamazégn), Dosoledo (Dudlè), Padola (Padla)                         |
| –     | San Nicolò di Comelico (San Colò)   | 405      | Costa (Costa), San Nicolò di Comelico (San Colò)                                                         |
| –     | Danta di Cadore (Danta)             | 518      | Danta di Cadore (Danta)                                                                                  |
| –     | San Pietro di Cadore (San Pieru)    | 1.833    | Costalta (Costauta), Mare (Maare), Presenaio (Parnei), Valle (Val), San Pietro di Cadore (San Pieru)     |

## Történelme
A korai középkortól Comelico több területe a szomszédos közép-cadorei községek birtokához tartozott Vigóhoz, Domeggéhez, Lozzóhoz és Calalzóhoz. A longobárdok uralmának idején Comelicót két „századra” (decanie) osztották fel:
- Felső-Comelico (Comelico Superiore): az északnyugati rész, a mai Comelico Superiore, San Nicolò di Comelico és részben Danta di Cadore községek területén, és
- Alsó-Comelico (Comelico Inferiore), a délkeleti rész, a mai Santo Stefano di Cadore, San Pietro di Cadore és részben Danta di Cadore területén.

Az ekkor kialakult „alsó/felső” elnevezések a mai nyelvhasználatban is fennmaradtak.
Comelico a középkortól a Velencei Köztársaság Cadore tartományának része volt, annak magasabban fekvő, hegyvidékei része (Felső-Cadore, olaszul Alto Cadore) részét képezte. Fekvéséből eredően Velence egyik katonai határőrvidéke volt. Békeidőben a Kreuzberg-hágó a Német-római Birodalommal bonyolított kereskedelem útvonalaként szolgált, a Habsburgokkal vívott háborúk idején Cadore és Comelico területét is átvonuló hadjáratok pusztították. 1797-ben a Habsburg Birodalom szerezte meg, 1815-től annak csatlós államához, a Lombard–Velencei Királysághoz került. Az 1866-os porosz–osztrák–olasz háború nyomán (egész Venetóval együtt) az egyesült Olasz Királyság része lett.
1915-ben, amikor Olaszország Olaszország hadba lépett az Osztrák–Magyar Monarchia ellen, a Comelico-völgyben is frontot nyitott, megkísérelve az áttörést a Karni-Alpokon és a Sexteni-Dolomitokon keresztül Kelet-Tirol és a Puster-völgy irányában. A hegyi erődvonalakra támaszkodó osztrák–magyar erők sikeresen védekeztek, állóháború alakult ki. 1917 végén az Isonzó-fronton elért stratégiai áttörés nyomán az olaszok visszavonultak a Piave középső folyásáig, Comelicót és Cadorét osztrák–magyar erők szállták meg. Az 1918-as összeomlás után az olaszok visszatértek. 1919-ben, a saint-germaini békeszerződés értelmében Tirol déli részét is bekebelezhették. Comelico nyugati, Tirollal közös államhatára két olasz régió közigazgatási határává vált (Veneto és Trentino-Alto Adige között). Comelico északi részén, a Karni-Alpok főgerincén futó osztrák–olasz államhatár vonala változatlanul maradt napjainkig.

## Nyelvei, néprajza
A vidék hivatalos nyelve az olasz, de igen széles körben használják a helyi ladin nyelvet. A Comelico-völgyben a Cadore-vidéki ladin nyelvjárás (cadorino) egyik változatát beszélik. Giovan Battista Pellegrini nyelvtörténész-filológus (1921–2007) szerint a nyelv a közép-cadorei és az ampezzói nyelvjárások számos archaikus elemeit őrzi, a velencei nyelv alig hatott rá. Pellegrini szerint Cadore tartomány és az Ampezzói-medence lakói egységes nyelvi közösséget alkottak 1511-ig, amikor I. Miksa császár meghódította a szomszédos Haydent (azaz Cortina d’Ampezzót), Cadore viszont a Velencei Köztársaság része maradt, Comelico a két birodalom határvidékére került.
A vidék jellegzetes népszokásai közé tartoznak az álarcos karneválok (mascaràda) és jelmezes-maszkos felvonulások (corteo). A karnevál eseményeit kísérő együttesek hagyományos hangszereken régi népzenét adnak, táncos csoportokkal. A legfőbb álarcos figurák, helyi neveiken laché, matazìn, matazèra vagy paiàzu; a Karni-Alpok és a Dolomitok jellemző mesealakjait, archetípusait képviselik. A legtöbb karnevált „Santa Plonia”, azaz Szent Apollónia kegyébe ajánlják, akit Alsó és Felső-Comelico számos települése védőszentjeként is tisztel.

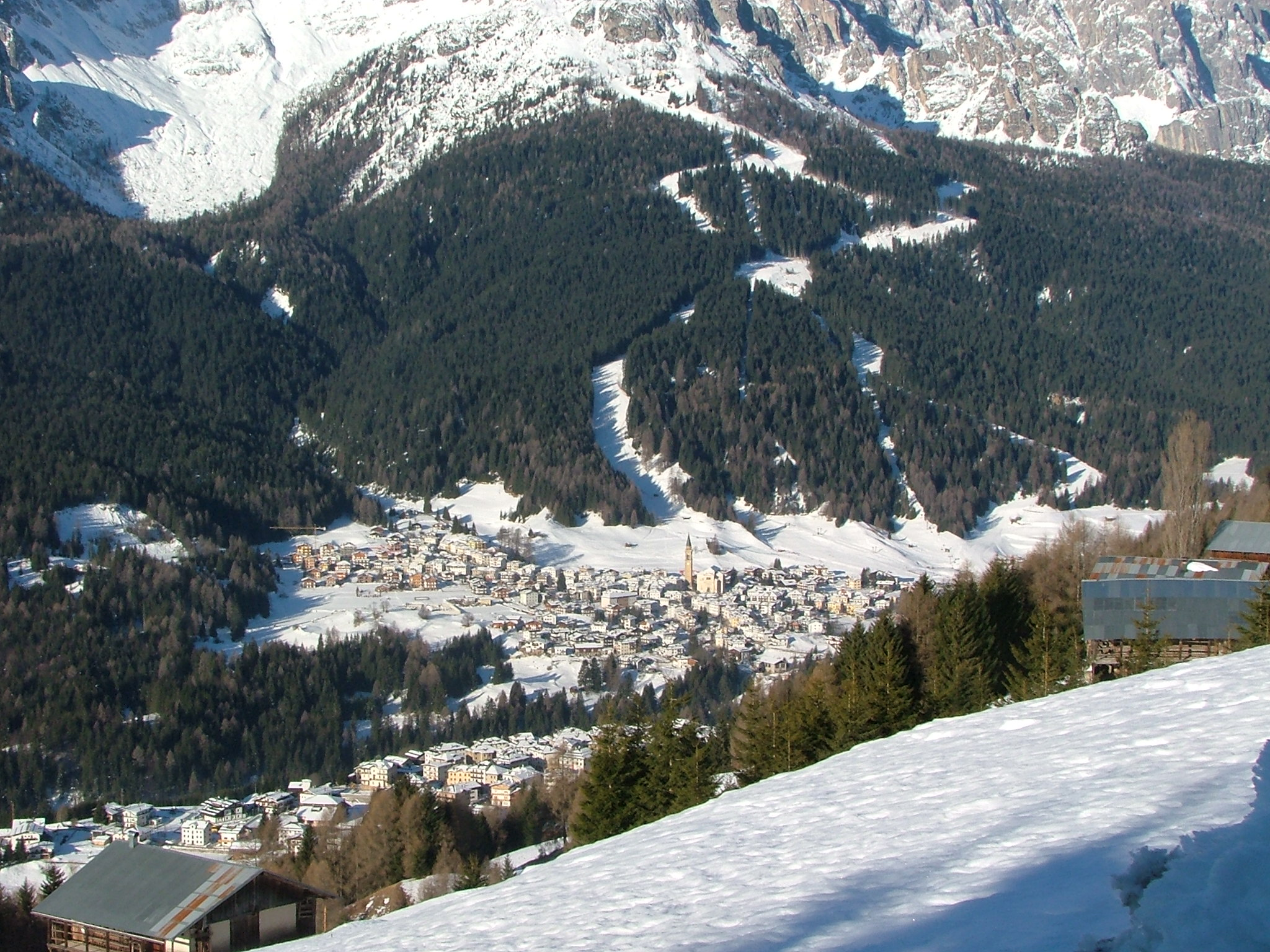
Padola község látképe
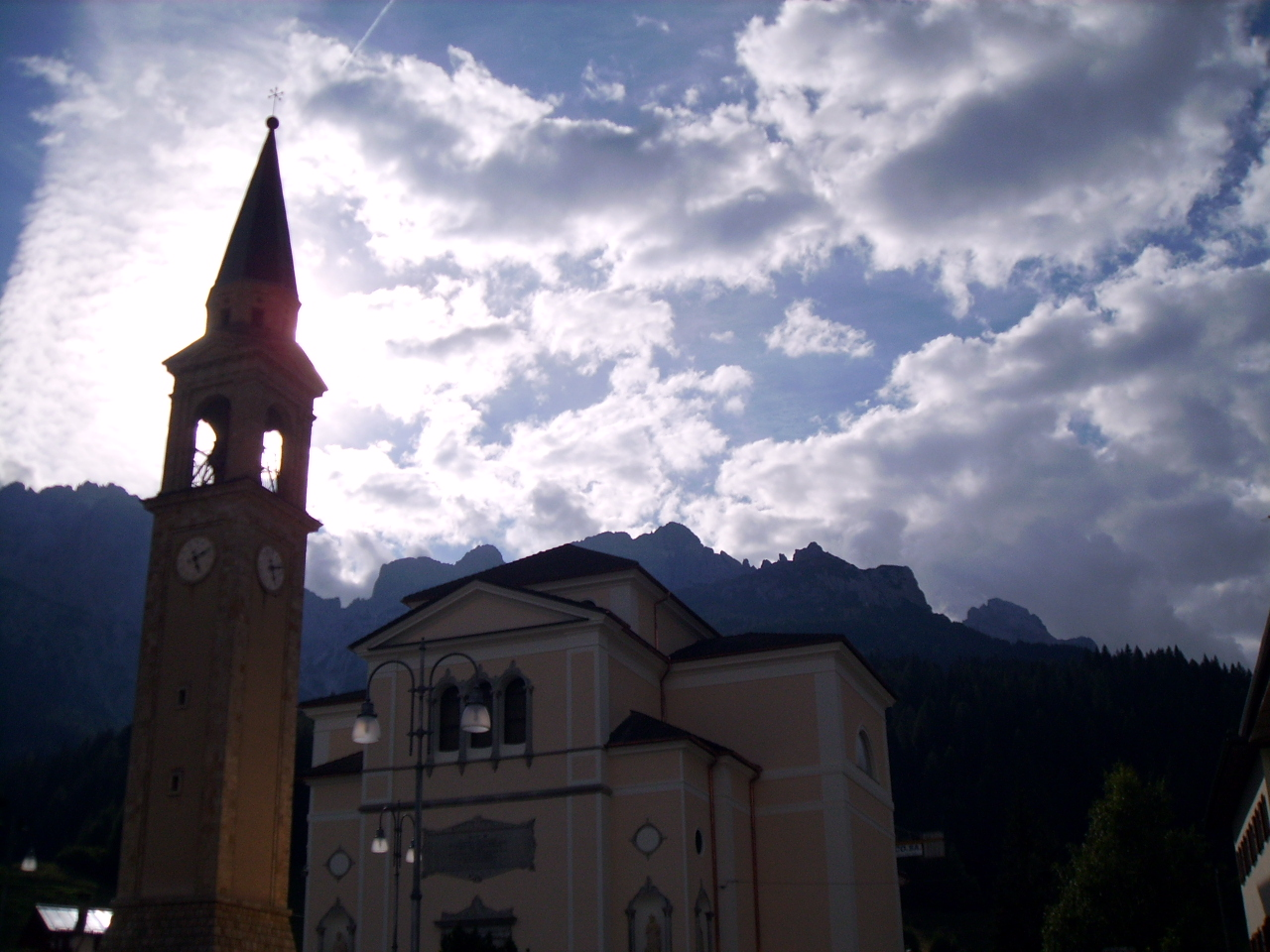
Padola temploma
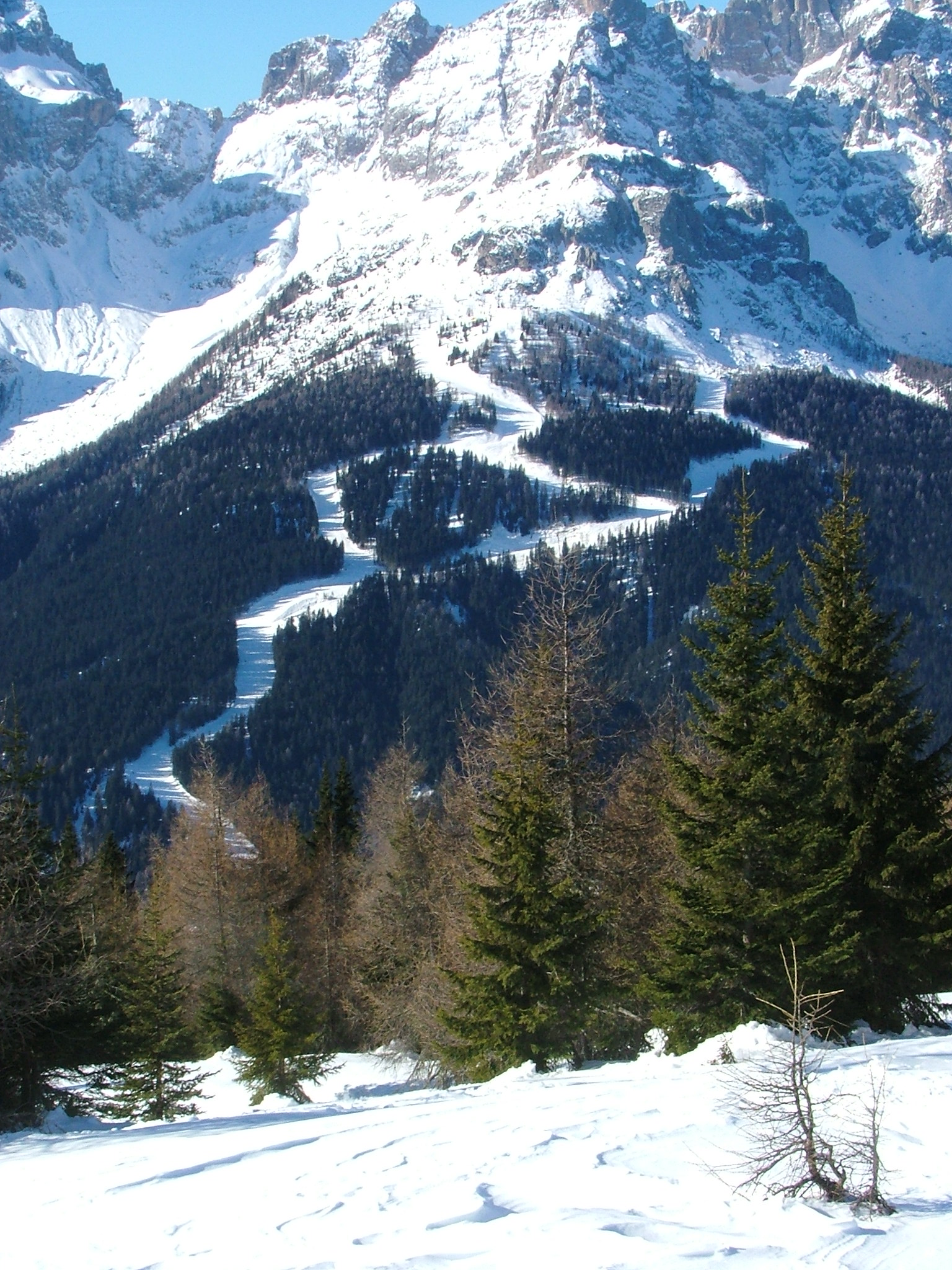
Sípálya Padolában
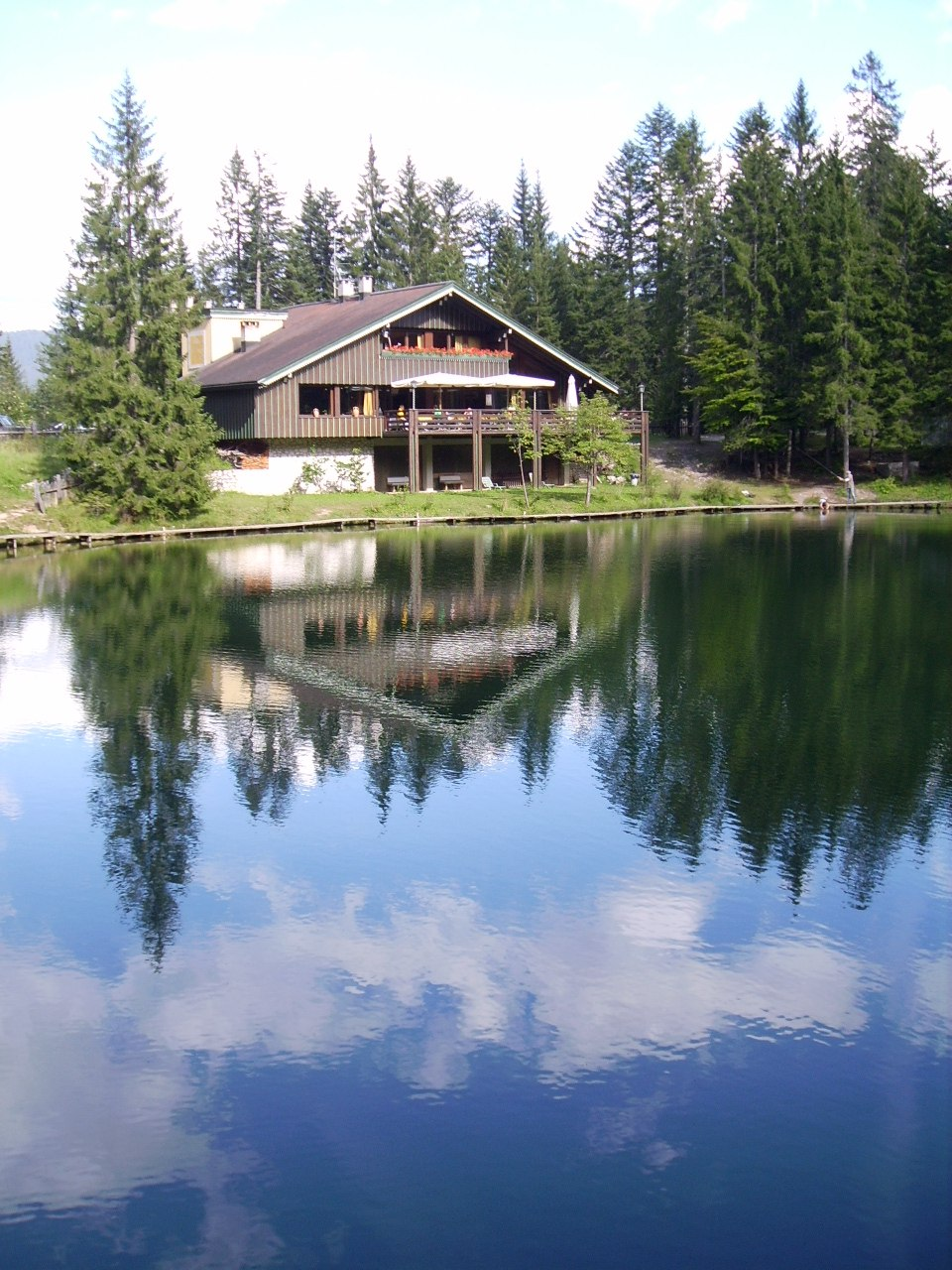
A comelicói Szent Anna-tó (Lago di Sant’Anna)

## Idegenforgalom, turizmus
Télen Comelico népszerű télisport-központtá válik, központjában Padola községgel, ahol az alpesi sízők kiváló lejtőket és sílifteket találnak. Emellett sífutópályák, sítúra-lehetőségek, korcsolyapályák is működnek, lovas kirándulásokat, gleccsermászásokat szerveznek. A magashegyi turistaházak többsége egész éven át üzemel.
Nyáron a környező hegyvidéken – a Karni-Alpok, a Sexteni-Dolomitok és a Piavéntúli Dolomitok (Dolomiti d’Oltrepiave) hegyeiben – változatos gyalog- és lovastúrákat lehet tenni jól kiépített, jelzett ösvényeken. Kedvelt túraútvonal az alpesi Visdende-völgy (Val Visdende), amely Santo Stefano di Cadore községből átvezet a szomszédos Sappada túraközpontba. Vannak kijelölt mountain-bike pályák. Az alpinisták a magashegyi menedékházakból kiindulva vasalt mászóutakon juthatnak fel a csúcsokra. Danta di Cadore községben védett mocsárvilág és botanikus kert (giardino alpino) látogatható.

## Turisztikai és kulturális honlapok
- Consorzio Turistico Val Comelico Dolomiti. valcomelico.it. (Hozzáférés: 2018. július 27.)
- C.A.I. sezione Val Comelico. caicomelico.altervista.org. [2018. augusztus 18-i dátummal az eredetiből archiválva]. (Hozzáférés: 2018. július 27.)
- Comelico da scoprire. comelico.eu. (Hozzáférés: 2018. július 27.)
- Comelicopedia. comelicopedia.net. [2017. október 14-i dátummal az eredetiből archiválva]. (Hozzáférés: 2018. július 27.)
- Comelico Cultura (olasz, angol, német, francia nyelven). comelicocultura.it. (Hozzáférés: 2018. július 27.)

## Kapcsolódó irodalom
- Cadore és a Comelico, Velence és Veneto tartomány., Itáliai tájak (magyar nyelven). Budapest: Touring Club Italiano – Merhavia, 291-293. o. (2002). ISBN 963 9172 55 3
- A. Berti. Guerra in Comelico. 1915-1917. (olasz nyelven). Milano: Mursia. ISBN 9788842524694
- Giovanni Borella. Dolomiti del Comelico (olasz nyelven). Trieszt: Lint Editoriale (2010)
- Italo Zandonella Callegher. Dolomiti della Val Comelico e Sappada (olasz nyelven). Bolzano: Athesia (1991)
- Piergiorgio Cesco-Frare (2011). „Le strade delle peccore. Note etnografiche e toponomastiche in margine agli antichi laudi del centenaro di Comèlico Inferiore” (olasz nyelven). Archivio Storico di Belluno Feltre e Cadore anno LXXXII (346).
- Elia de Lorenzo Tobolo. Dizionario del dialetto ladino di Comelico Superiore (olasz nyelven). Bologna: Tamari (1977)
- Marta Mazza. Comelico e Sappada (olasz nyelven). Belluno-Venezia: Regione Veneto (2004)
- Gabriele Muscolino. Contributi alla conoscenza del repertorio etnomusicale del Comelico. Tesi di Laurea (olasz nyelven). Università di Padova (2000)
- Carlo Tagliavini. Il dialetto del Comelico. Nuovi contributi alla conoscenza del dialetto del Comelico [s.l.] (olasz nyelven). Comunità montana del Comelico e Sappada (1988)
- Giandomenico Zanderigo Ròsolo. Appunti per la storia delle Regole del Cadore nei secoli XIII-XIV (olasz nyelven) (1982)